# 飯田毅
飯田 毅（いいだ たけし、1918年＜大正7年＞11月2日 - 1989年＜平成元年＞12月6日）は、昭和時代の政治家。千葉県東葛飾郡鎌ヶ谷町第2代町長、鎌ケ谷市初代市長。

## 経歴
1918年11月2日、千葉県東葛飾郡鎌ヶ谷村（現：鎌ケ谷市）中沢に飯田粲・いゐ夫妻の長男として生まれる。旧制東葛飾中学校卒卒業後、盛岡高等農林学校（現：岩手大学農学部）に進学し1939年（昭和14年）に卒業。1947年（昭和22年）4月、鎌ヶ谷村議会議員に就任し、以後鎌ヶ谷町議会議員・社会教育委員を務めた。
1967年（昭和42年）5月、鎌ヶ谷町長に初当選した。その後市制施行による初代市長就任を経て1983年（昭和58年）4月まで連続4期16年間にわたり首長を務めた。この間、1976年（昭和51年）の新市庁舎の落成、千葉県立鎌ケ谷高等学校や鎌ケ谷市制記念公園の開設に尽力した。1983年4月の統一地方選挙で皆川圭一郎に敗れて市長を退任した。

## 栄典
勲章等
- 1988年（昭和63年）11月 - 勲四等瑞宝章[1]

## 親族
- 弟：飯田鼎 - 経済学者